# Guðmundur Torfason
Guðmundur Halldór Torfason (ur. 13 grudnia 1961 w Vestmannaeyjar) – islandzki piłkarz występujący na pozycji napastnika. Trener piłkarski.

## Kariera klubowa
Guðmundur karierę rozpoczynał w 1978 roku we Fram. W ciągu 10 sezonów gry dla tego klubu, zdobył z nim mistrzostwo Islandii (1986), trzy Puchary Islandii (1979, 1980, 1985) oraz trzy Superpuchary Islandii (1981, 1985, 1986). W 1986 roku przeszedł do belgijskiego KSK Beveren. Spędził tam rok, a potem przeszedł do KFC Winterslag. W sezonie 1987/1988 grał też w Waterschei Thor Genk, a od następnego sezonu, po połączeniu obu klubów, w KRC Genk.
Na początku 1989 roku Guðmundur odszedł do austriackiego Rapidu Wiedeń. Występował tam do końca sezonu 1989/1990. W połowie 1989 roku został graczem szkockiego St. Mirren. W 1992 roku spadł z nim ze Premier Division do First Division. W tym samym roku przeniósł się do St. Johnstone, grającego w Premier Division. Jego barwy reprezentował do sezonu 1993/1994.
Następnie grał w angielskim Doncaster Rovers (Division Three), a także islandzkich drużynach Fylkir oraz Grindavíkur. W 1996 roku zakończył karierę.

## Kariera reprezentacyjna
W reprezentacji Islandii Guðmundur zadebiutował 10 lipca 1985 w wygranym 9:0 towarzyskim meczu z Wyspami Owczymi. 26 maja 1987 w zremisowanym 2:2 pojedynku kwalifikacji Letnich Igrzysk Olimpijskich z Holandią strzelił dwa gole, które jednocześnie były jego pierwszymi w kadrze. W latach 1985–1991 w drużynie narodowej rozegrał 26 spotkań i zdobył 4 bramki.